# Список объектов культурного наследия Грозного
В списке перечисляются объекты культурного наследия регионального значения, расположенные в Грозном.

## Список
| № п/п | Наименование объекта культурного наследия                                                                                              | Датировка объекта культурного наследия | Адрес объекта культурного наследия                                             |
| ----- | --- | -------------------------------------- | ------------------------------------------------------------------------------ |
| 1.    | Памятник Николаю Гикало, Асланбеку Шерипову и Гапуру Ахриеву                                                                           | 1973                                   | Шейх-Мансуровский район, пл. Дружбы Народов                                    |
| 2.    | Обелиск героям Гражданской войны | 1954                                   | Байсангуровский район, площадь Павла Мусорова                                  |
| 3.    | Памятник пожарным, погибшим при тушении пожаров от налётов фашистской авиации на Грозный                                               | 1967                                   | Шейх-Мансуровский район, ул. Индустриальная                                    |
| 4.    | Здание мэрии Грозного | 1899                                   | Ахматовский район, пр. Х. А. Исаева, д. 99 (бывший пр. С. Орджоникидзе)        |
| 5.    | Братская могила советских воинов, погибших в боях с фашистами на подступах к г. Грозному, и умерших от ран в госпиталях в 1942—1945 г. | 1950                                   | Ахматовский район, городское кладбище                                          |
| 6.    | Место первой нефтяной скважины, положившей начало нефтяной промышленности Грозного                                                     | 1893                                   | Висаитовский район, 9-й городок                                                |
| 7.    | Дом, в котором находился штаб 1-го стрелкового полка XII Красной Армии                                                                 | 1918                                   | Ахматовский район, ул. А. С. Пушкина, д. 6                                     |
| 8.    | Дом Петра Косенко | 1915                                   | Ахматовский район, ул. С. Ш. Лорсанова, д. 15 (бывшая ул. Красных фронтовиков) |
| 9.    | Храм Михаила Архангела | 1868                                   | Ахматовский район, пр. А. А. Кадырова, д. 21 (бывший пр. В. И. Ленина)         |
| 10.   | Здание Грозненского универмага | 1951                                   | Шейх-Мансуровский район, пр. В. В. Путина, д. 30 (бывший пр. Победы)           |
| 11.   | Жилой дом | Начало XX в.                           | Шейх-Мансуровский район, пр. В. В. Путина, д. 34 (бывший пр. Победы)           |
| 12.   | Жилой дом | 1939                                   | Шейх-Мансуровский район, пр. В. В. Путина, д. 36 (бывший пр. Победы)           |
| 13.   | Дом, в котором в период Стодневных боев против бичераховских банд размещался штаб Правого (Особого) фронта                             | 1918                                   | Ахматовский район, ул. А. Митаева, д. 30 (бывшая ул. Первомайская)             |
| 14.   | Жилой дом | 1915                                   | Ахматовский район, бульвар Эсамбаева, д. 2 (бывший пр. Революции)              |
| 15.   | Административное здание | 1915                                   | Ахматовский район, бульвар Эсамбаева, д. 7 (бывший пр. Революции)              |
| 16.   | Дом инженерно-технических работников                                                                                                   | 1928                                   | Шейх-Мансуровский район, бульвар Эсамбаева, д. 9 (бывший пр. Революции)        |
| 17.   | Жилой дом со встроенным магазином | 1956                                   | Ахматовский район, ул. Н. Г. Чернышевского, д. 67/18                           |
| 18.   | Братская могила советских воинов | 1949                                   | Висаитовский район, городок Нефтемайск                                         |
| 19.   | Школа языков имени Дени Арсанова | 1904                                   | ул. Н. А. Назарбаева, д. 14 (бывшая ул. Патриса Лумумбы)                       |